# Adams (kráter)

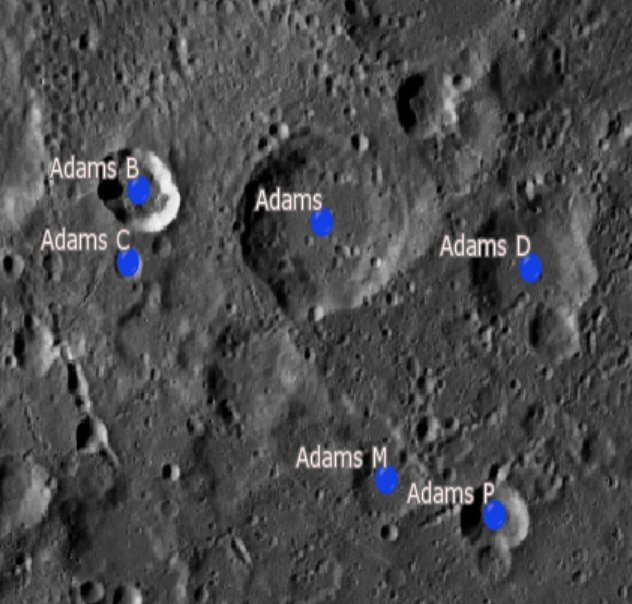

Kráter Adams je impaktní kráter v hornaté pevninské jihovýchodní části viditelné strany Měsíce. Byl pojmenován na počest britského matematika a astronoma Johna Kucha Adamse (1819-1892), amerického astronoma Charlese Hitchcocka Adamse (1868-1951) a amerického astronoma Waltera Sidneyho Adamse (1876-1956); schváleno Mezinárodní astronomickou unií v roce 1970. Kráter byl vytvořen během nektarického období. Okraj kráteru má kruhový tvar, na některých místech je narušen malými krátery. Výška valu nad okolím je 1260 m. Dno kráteru nemá žádné výrazné struktury a je poseté malými krátery.